# Марков, Фёдор Иванович
Фёдор Иванович Марков (1761—1818) — генерал-майор Русской императорской армии, Георгиевский кавалер.

## Биография
Родился в 1761 году. В 1770 году был записан в военную службу.
Участвовал в Русско-турецкой войне 1787—1792 годов — подполковник Орловского пехотного полка, затем — Ряжского карабинерного полка; 18 октября 1787 года за Кинбурнское сражение был награждён орденом Св. Георгия IV степени. По поводу этого награждения осталось воспоминание Н. Я. Трегубова: «Маркову дали крест 4-го Георгия, а он, во время дела, в лагере пил чай и полк свой оставил».
C 1794 года — командир Полоцкого полка; 1 января 1795 года произведён в воинское звание бригадира, а в апреле 1797 года — в генерал-майоры.
С 17 мая 1797 года взял  шефство над  Томским мушкетёрским полком, но уже 9 сентября того же года оставил шефство, а затем по ранениям вышел в отставку.
Умер 26 декабря 1818 года[по какому календарю?].
Был женат на сестре адмирала Николая Семёновича Мордвинова.